# Virgin Australia
Virgin Australia Airlines, precedentemente chiamata Virgin Blue Airlines, è la seconda compagnia aerea australiana per dimensioni. Ha sede a Brisbane ed è di proprietà del gruppo Virgin Australia Holdings Limited.

## Storia

### La nascita e i primi anni

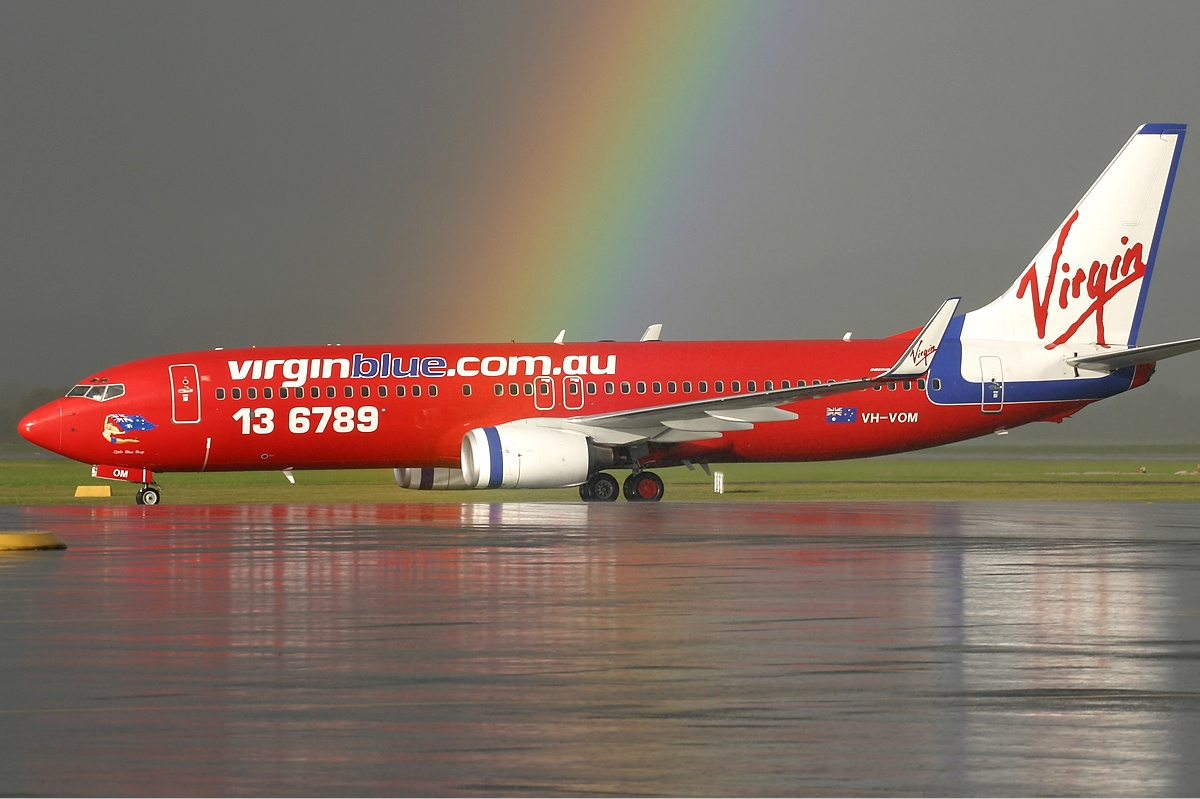
Un Boeing 737-800 di Virgin Blue a Perth nel 2004.

La compagnia venne fondata nell'agosto del 2000 dal Virgin Group, che già possedeva numerose aerolinee in Europa e Stati Uniti. Il nome datole fu Virgin Blue, scelto tramite un concorso pubblico fra centinaia di proposte. La compagnia nacque con l'intento di diventare la prima low cost in Australia, in un mercato dominato fino a quel momento da operatori tradizionali.
Virgin Blue ha iniziato le operazioni con due Boeing 737-400, di cui uno noleggiato da Virgin Express, facente parte dello stesso gruppo. Entrambi gli aerei sono entrati in servizio sulla rotta tra Brisbane e Sydney. Già dopo un anno, la compagnia ha intrapreso tuttavia una rapida operazione di sviluppo, sostituendo gradualmente i suoi aerei con i più moderni Boeing 737-700 e 737-800 e inaugurando numerose nuove rotte in tutta l'Australia. La crescita è stata possibile grazie al vuoto lasciato da Ansett Australia, fallita nel 2001 quando era la seconda compagnia più grande del Paese. Virgin Blue ha sfruttato la situazione per guadagnare quote di mercato e spazio negli aeroporti, diventando così la principale rivale domestica di Qantas.
Nel 2006 la proprietà della compagnia è passata alla Patrick Corporation, società australiana specializzata nella logistica, che tramite una scalata per ottenere il controllo dell'azienda è riuscita ad acquistare il 62% delle azioni di Virgin Blue. Il Virgin Group è rimasto tra gli azionisti di minoranza, continuando a detenere il 25% delle partecipazioni.

### L'espansione internazionale

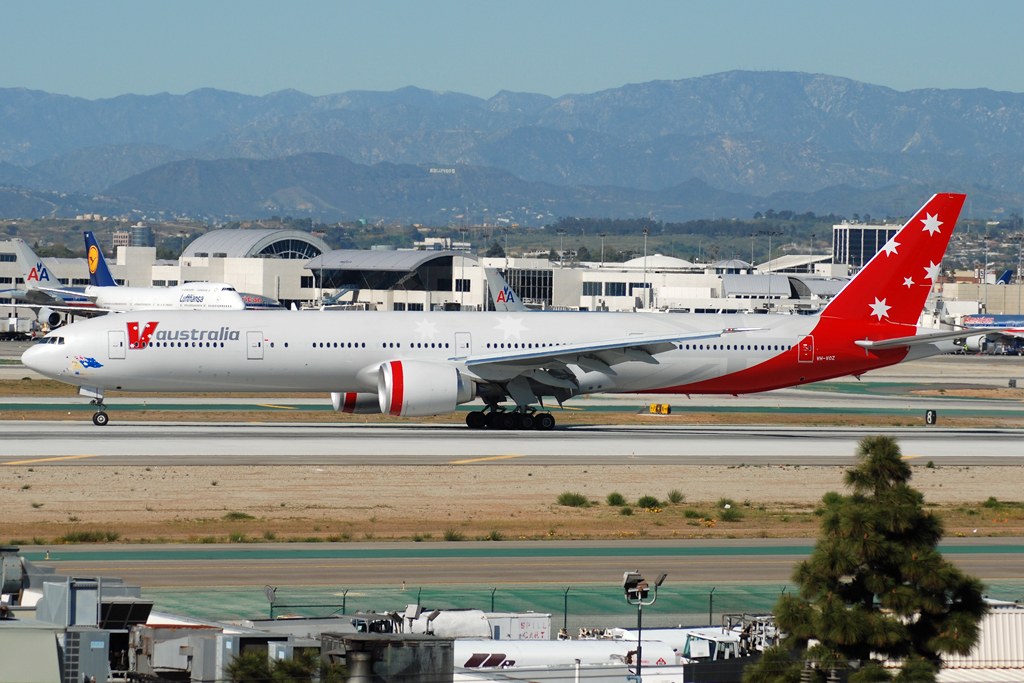
Un Boeing 777-300ER di V Australia a Los Angeles nel 2008.

A partire dal 2006, Virgin Blue iniziò a espandere la propria rete avviando collaborazioni con altre compagnie aeree. La prima con cui stipulò accordi di code sharing fu United Airlines, a cui in breve tempo seguirono, fra le altre, Emirates, Hawaiian Airlines e Air New Zealand.
Ma l'obiettivo della compagnia era avviare anche dei collegamenti internazionali direttamente operati da lei, verso gli Stati Uniti. Per questo, nel 2007 venne fondata V Australia, che iniziò le operazioni due anni più tardi come divisione intercontinentale del gruppo, con una flotta di cinque Boeing 777-300ER. La compagnia fu costretta a cambiare nome sul mercato internazionale da Singapore Airlines, all'epoca azionista di maggioranza di Virgin Atlantic, che impediva a qualsiasi altra aerolinea l'utilizzo del marchio Virgin nei voli verso l'estero.
Sempre in quest'ottica, nel 2004 venne stabilita Pacific Blue, divisione specializzata in voli low-cost tra l'Australia e la Nuova Zelanda.

### La riorganizzazione e sviluppi recenti

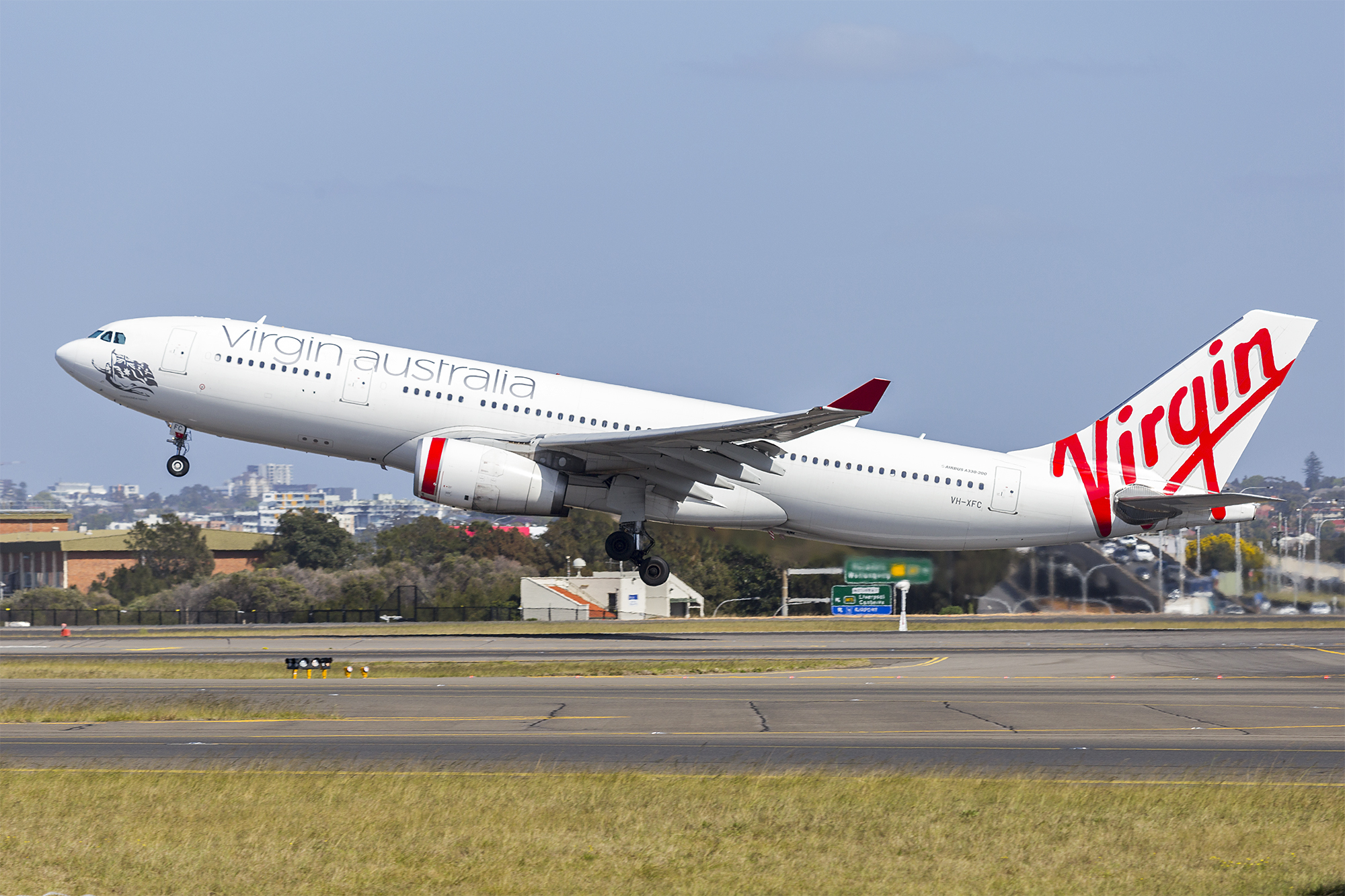
Un Airbus A330-200 di Virgin Australia nel 2018.

Nel 2010, dopo dieci anni alla guida, l'amministratore delegato Brett Godfrey ha rassegnato le dimissioni, venendo sostituito da John Borghetti, in precedenza manager di Qantas. Il suo arrivo ha portato alla decisione di modificare l'approccio della compagnia, cercando di avvicinare anche la clientela più ricca. Di conseguenza, il 4 maggio 2011 Virgin Blue ha ufficialmente annunciato l'intenzione di cambiare nome in Virgin Australia, adottando per l'occasione una nuova livrea. Nome e logo nuovi sono stati applicati anche a Pacific Blue e V Australia, le cui operazioni sono state incorporate nella compagnia madre e tutti gli aerei trasferiti; ciò grazie al superamento del precedente divieto di utilizzare il marchio Virgin sui mercati internazionali.
Il 25 marzo 2019 Borghetti ha rassegnato le dimissioni dal ruolo di amministratore delegato, venendo sostituito da Paul Scurrah. Dopo pochi mesi dal suo insediamento, il nuovo amministratore delegato ha immediatamente dovuto fronteggiare il periodo più difficile per la storia della compagnia, a causa della diffusione della Pandemia di COVID-19 e delle conseguenti restrizioni, molto rigide in Australia, che ne hanno seriamente intaccato il bilancio. Dopo mesi di difficoltà, in cui l'aerolinea ha sospeso quasi tutti i collegamenti, è intervenuta la nuova proprietà del fondo Bain Capital a salvarla dal fallimento. In cambio, sono state necessarie operazioni di profondo cambiamento nella struttura di Virgin Australia, inclusa la riduzione della flotta a un solo modello di aereo (dismettendo gli ATR, Airbus A330 e Boeing 777), la chiusura di tutte le operazioni internazionali con forti licenziamenti, e il cambio di CEO da Scurrah a Jayne Hrdlicka.

## Identità aziendale

### Sede
Attualmente, la sede di Virgin Atlantic è situata a Brisbane, presso l'area della South Bank. Gli uffici vi sono stati trasferiti nel settembre 2020, lasciando la precedente sede di Bowen Hills, sempre a Brisbane.

### Livrea

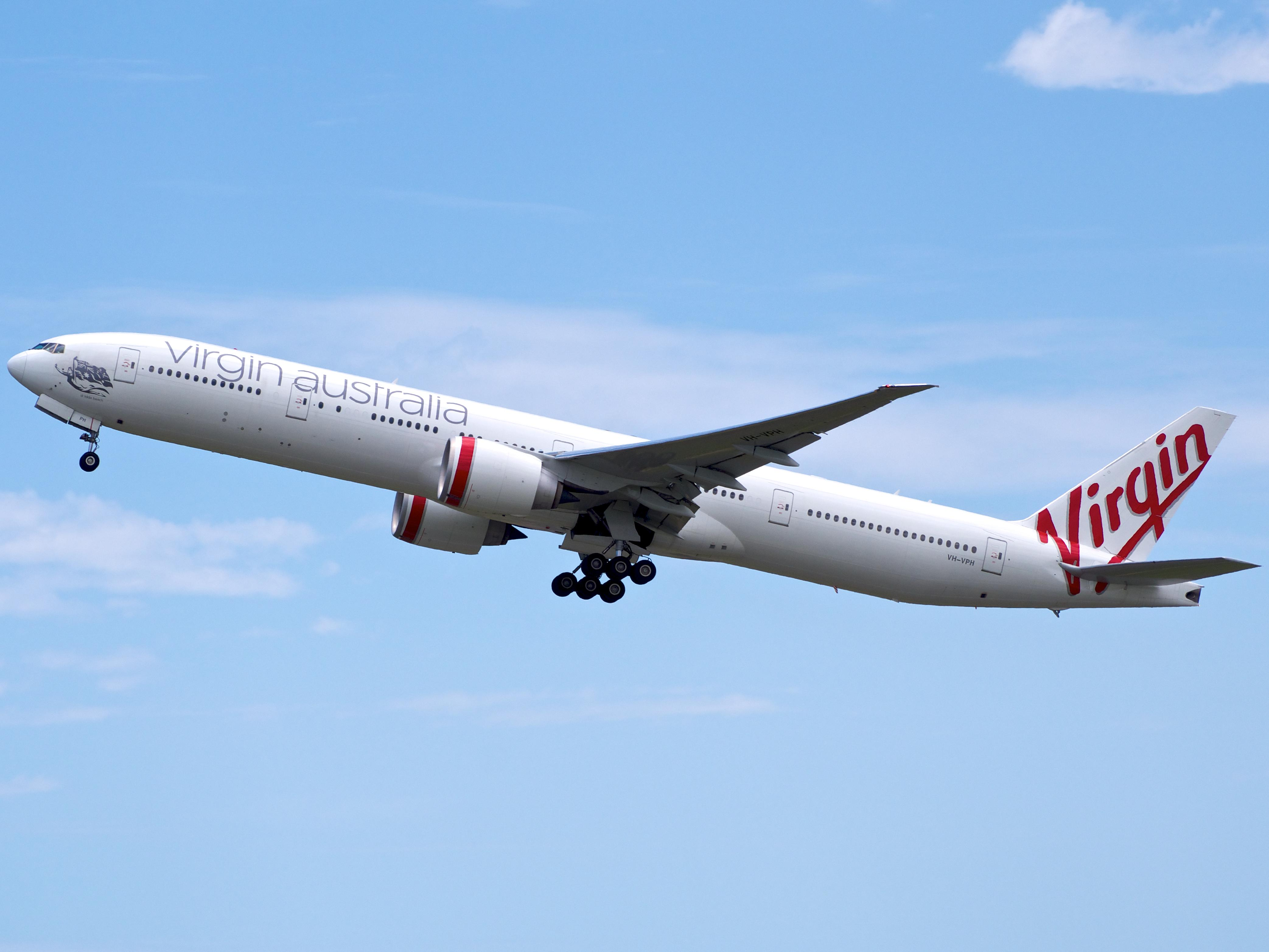
Un Boeing 777-300ER.

La livrea di Virgin Australia, in uso dal 2011, prevede gli aerei colorati interamente di bianco, con il nome scritto in grigio lungo la fusoliera. Il logo, nella grafica comune al Virgin Group, compare in rosso sul timone di coda, venendo richiamato da una banda rossa su ciascuno dei motori.
La livrea originale di Virgin Blue prevedeva la grafica uguale a tutte le compagnie del Virgin Group all'epoca, con la fusoliera interamente rossa. Questo creava volutamente un gioco di parole col nome della compagnia, perché in australiano Bluey è il soprannome con cui a volte vengono chiamate le persone con i capelli rossi.

## Destinazioni

### Accordi commerciali
Al 2022 Virgin Australia ha accordi di code-share con le seguenti compagnie:
- Air Canada
- All Nippon Airways
- Beijing Capital Airlines
- Etihad Airways
- Hainan Airlines[7]
- Hawaiian Airlines
- Hong Kong Airlines[8]
- Singapore Airlines
- South African Airways
- Tianjin Airlines
- United Airlines
- Virgin Atlantic

## Flotta

### Flotta attuale

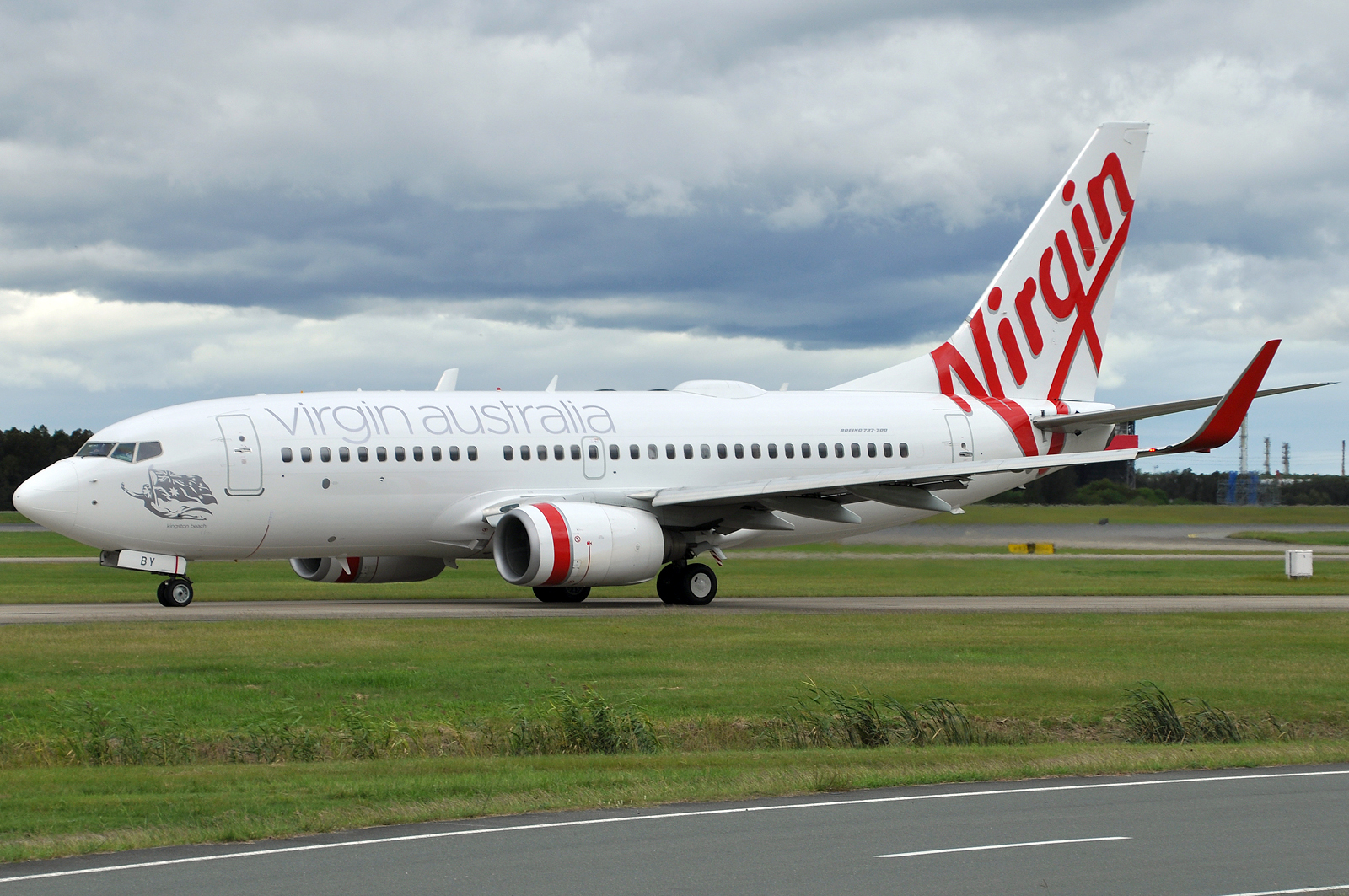
Un Boeing 737-700.

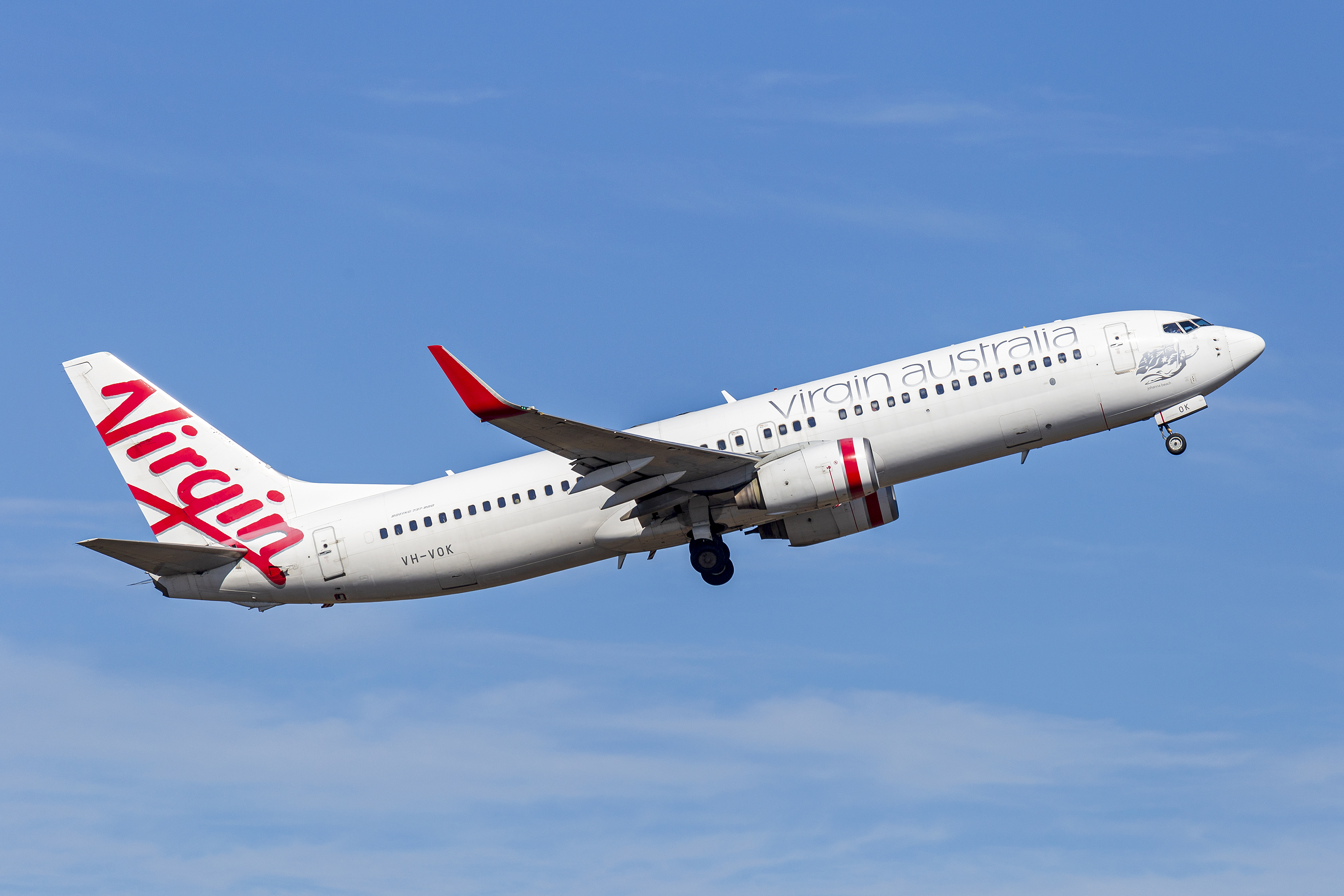
Un Boeing 737-800.

Ad ottobre 2024 la flotta di Virgin Australia è così composta:

### Flotta storica
Virgin Australia operava in precedenza con i seguenti aeromobili: